# コスモス・コーポレイション
株式会社コスモス・コーポレイション（英文社名：COSMOS CORPORATION）とは三重県松阪市に本社を持つ 国内及び海外へ輸出される製品の安全認証評価業務、指定高度管理医療機器製造販売認証業務、EMC測定業務、環境試験業務、全光束測定業務、エネルギー効率測定業務、測定器校正業務など製品安全評価・認証を行う国内初の民間による第三者認証・評価機関である。
民間で独自にIECEE委員会のNCBに登録された日本国内初の機関であり、業界のパイオニア的存在である。
ブランドマークはCSCマークであり、コスモス・コーポレイションが発行する製品の品質を保証する第三者認証マークとしても使用されている。

## 国の関与無しに民間で独自にIECEE委員会のNCBに登録された国内初の民間による第三者認証・評価機関として、日本国内および欧州、米国、その他海外輸出される製品に対し安全試験・認証を行う。（電安法、電波法、電気通信事業法、薬機法、CEマーキング、NRTL、CB認証等）対象となる製品は電気・産業機械・医療機器・車載製品など多岐にわたる。

### 電子電気機器の安全規格評価・認証・申請代行分野
- 国際規格IECによる国際認証CB申請サービス（日本の国際認証機関NCBとしてのCB試験証明書発行）
- 欧州向けサービス（低電圧指令の適合性評価、ErP指令）
- 北米向けサービス（米国認定試験機関NRTL、MET等への申請代行）
- FDA関係（米国食品医薬局（FDA）への510(k)申請、レーザー、エックス線、超音波製品の届出代行）等
- アジア向けサービス（中国CCC、韓国KC、台湾BSMI、インドBIS認証等の取得代行）
- 中南米向けサービス（ブラジルINMETRO、メキシコNOM認証等の取得代行）
- オセアニア向けサービス（オーストラリア、ニュージーランドのRCMマーク表示適合のための支援業務、エネルギー規制対応業務）
- 中近東向けサービス（湾岸諸国Gマーク、UAE ECAS、イスラエルSII Test取得）
- アフリカ向けサービス（南アフリカLOA、EMC CoC取得）

### 電子電気機器の無線認証申請代行分野
- アジア、中南米、オセアニア、中近東、アフリカ等世界各国の無線認証取得代行

### 調査業務
- 世界各国の製品安全・EMC・無線規制等の各種法規制調査
- 規格の改訂確認

### 産業機械分野
- 国内・海外向け産業機械の安全規制の評価・申請代行（EU機械指令、北米OSHA要求、韓国KCs（自律安全確認）、日本の労働安全衛生法）
- 産業機械及び産業機械システムの構造評価、リスク分析

### 国内認証・評価分野
- 指定高度管理医療機器等製造販売認証業務（指定管理医療機器：能動型植込み機器(JIS T0601-1の適用となるものに限る)、麻酔・呼吸用機器(JIS T0601-1の適用となるものに限る)、歯科用機器(JIS T0601-1の適用となるものに限る)、医用電気機器、施設用機器(JIS T0601-1の適用となるものに限る)、非能動型植込み機器(JIS T0601-1の適用となるものに限る)、眼科及び視覚用機器(JIS T0601-1の適用となるものに限る)、再使用可能機器(JIS T0601-1の適用となるものに限る)、単回使用機器(JIS T0601-1の適用となるものに限る)、家庭用マッサージ器・家庭用電気治療器及びその関連機器、補聴器、放射線及び画像診断機器(JIS T0601-1の適用となるものに限る)、一部の指定高度管理医療機器の認証：インスリンペン型注入器、経腸栄養用輸液ポンプ、汎用輸液ポンプ、注射筒輸液ポンプ、患者管理無痛法用輸液ポンプ、再使用可能な手動式肺人工蘇生器、単回使用手動式肺人工蘇生器、麻酔深度モニタ、解析機能付きセントラルモニタ、不整脈モニタリングシステム、重要パラメータ付き多項目モニタ、無呼吸アラーム、不整脈解析機能付心電モジュール、心電・呼吸モジュール、神経探知モジュール、頭蓋内圧モジュール、未滅菌絹製縫合糸、滅菌済み絹製縫合糸、ポリエステル縫合糸、ポリエチレン縫合糸、ポリプロピレン縫合糸、ポリブテステル縫合糸、ポリテトラフルオロエチレン縫合糸、プラスチック縫合糸、ポリビニリデンフルオライド縫合糸、ポリウレタン縫合糸、ビニリデンフルオライド・ヘキサフルオロプロピレン共重合体縫合糸、ステンレス製縫合糸、チタン製縫合糸、自己検査用グルコース測定器、放射線治療計画プログラム）、IEC/JIS規格に基づく評価）
- 電気用品安全法 適合性検査業務（特定電気用品の区分「電熱器具」：電気便座、電気温蔵庫、水道凍結防止器、ガラス曇り防止器、その他の凍結又は凝結防止用電熱器具、電気温水器、電熱式吸入器、家庭用温熱治療器、電気スチームバス、スチームバス用電熱器、電気サウナバス、サウナバス用電熱器、観賞魚用ヒータ、観賞植物用ヒータ、電熱式おもちゃ、「電動力応用機械器具」：電気ポンプ、電気井戸ポンプ、冷蔵用のショーケース、冷凍用のショーケース、アイスクリームフリーザ、ディスポーザ、電気マッサージ器、自動洗浄乾燥式便座、自動販売機、浴槽用電気気泡発生器、観賞魚用電気気泡発生器、その他の電気気泡発生器、電動式おもちゃ、電気乗物、その他の電動力応用遊戯器具、「電子応用機械器具」：高周波脱毛器、「交流用電気機械器具」：磁気治療器、電気浴器用電源装置、電撃殺虫器、直流電源装置、「携帯発電機」：携帯発電機の適合性検査（法第9条）
特定電気用品以外の電気用品の基準適合確認（法第8条第1項））：全製品
- 端末機器 技術基準適合認定業務
- 特定無線設備 技術基準適合証明業務

### EMC分野
- 電子電気機器の測定業務（対応可能規格：一般・工業製品IEC/EN 61000-6-1/-2/-3/-4、情報処理機器CISPR 32/35、EN 55032/35、FCC Part15 Subpart B、VCCI、ICES-003、CNS 13438（BSMI）、CNS 15936（BMSI）、SANS 2332、SANS 2335、医療機器IEC/EN 60601-1-2、JIS T 0601-1-2、J55014-1、家庭用電気機器・電動工具CISPR-1/-2、EN 55014-1/-2、J55014-1、CNS 13783-1（BSMI）、SANS 214-1、SANS214-2、計測機器IEC/EN 61326-1、JIS C 61326-1、SANS 61326-1、船舶用機器IEC/EN 60945、PLC IEC/EN 61131-2、内燃機関を持つ機器CISPR 12、EN 55012、ICES-002、EN 301 489-3/-17、基本イミュニティ規格IEC/EN/JIS C SANS 61000-4-2/-3/-4/-5/-6/-8/-11、IEC 61000-4-39）
- 車載機器の測定業務（対応規格：CISPR 25、ISO 11452、ISO 7637、ISO 10605、ECE-R 10）
- 無線機器の測定業務（対応規格：EN 302 291（13.56MHz RFID）、EN 300 328、EN 300 330、FCC Part15 Subpart C）

### 環境試験分野
- 防水・防塵試験
- 恒温・恒湿試験
- 熱衝撃試験
- 振動試験
- 塩水噴霧試験
- トラッキング試験
- インパルス試験

### ITセキュリティ分野
- ISO/IEC 15408（Common Criteria（CC））評価業務
- 認証局（CA）認証業務
- スマートカードのセキュリティ評価業務
- データセンターのセキュリティ評価業務
- e-passportのドイツ連邦情報セキュリティ庁（BSI）によるTechnische RichtLinie（TR）適合確認試験
- スマートメータ評価、欧州における電子署名等の各種セミナーの実施
- e-IDシステム、スマートグリッド等海外のITセキュリティ動向調査

### 調査・翻訳業務分野
- 欧州・ロシア・極東・北米・中南米・アジア・中近東・アフリカ・オセアニア等の各国規制調査業務
- 安全規格の和訳業務
- 海外申請向け取扱説明書・操作マニュアル等の英訳業務

### 測定器校正分野
- 計量法校正事業者JCSS校正サービス
- 米国試験所認定機関A2LA校正サービス
- 一般校正サービス

### セミナー
- 各国安全規制に関するセミナー
- 製品安全に関するセミナー

### CSC認証マークサービス
JIS規格、電気用品安全法、IEC、EN、UL、CSA規格等、様々な評価規格が対象となる製品の安全評価を行い、工場検査に合格した製品にはその証としてCSCマークが付与される。
「CSCマーク」を表示することによって、製造または販売される企業の方は、より安全性の高い電気製品を製造・販売していることを消費者などにアピールすることが出来る。

## 事業所
- 本社 - 三重県松阪市桂瀬町718-1
- 明野事業所 - 三重県伊勢市小俣町明野319
- 大野木事業所 - 三重県度会郡度会町大野木3571-2
- 東京事務所 - 東京都文京区本駒込6-5-3　ビューネ本駒込2階
- 神戸事務所 - 兵庫県神戸市中央区港島中町2-1-12 北埠頭デッキプラザ3階
- 大阪事務所 - 大阪府大阪市北区西天満4-15-18 プラザ梅新ビル806
- 度会オープンサイト - 三重県度会郡度会町注連指543

## 沿革
- 1987年10月 - 三重県度会郡小俣町明野（現 三重県伊勢市小俣町明野）に設立
- 1988年10月 - 同住所に新社屋を新設
- 1991年12月 - 資本金を500万円に増資
- 1992年6月 - 株式会社アイピーエス起業参加
- 1994年8月 - 資本金を1000万円に増資
- 1996年
  - 4月 - EMCサイトを三重県度会郡度会町注連指に開設
  - 5月 - 新社屋完成
  - 7月 - EMCラボ 電子機器電波障害自主規制協議会 VCCI認定登録
  - 7月 - EMCラボ FCCファイリング完了
  - 11月 - EMCラボ Nemko認定・登録完了
- 1998年9月 - IECEE/CB試験所認定
- 1999年
  - 4月 - 資本金を3000万円に増資
  - 5月 - EMCにオープンサイトを増設
  - 5月 - Nemko, FCC, VCCI認定・登録
- 2001年
  - 1月 - 新社屋を増設
  - 3月 - 電気通信事業法認定試験事業者に登録
- 2003年2月 - NEMKO Japan起業参加
- 2004年
  - 5月 - 計量法校正事業者（JCSS）に登録（電気区分）
  - 9月 - 大野木事業所（三重県度会郡度会町大野木）を開設
  - 10月 - 米国認定試験機関 MET認定・登録
- 2005年
  - 4月 - 指定管理医療機器登録認証機関に登録（登録番号第AG号）
  - 11月 - 本社を移転（三重県伊勢市から三重県度会郡度会町大野木へ）
  - 11月 - 電波法登録証明機関登録（第1号区分）
- 2006年
  - 5月 - 東京事務所（東京都立川市）を開設
  - 7月 - 神戸事務所（兵庫県神戸市中央区港島南町）を開設
  - 12月 - 松阪事業所（三重県松阪市）事務棟完成
- 2007年
  - 3月 - 松阪事業所試験棟完成
  - 8月 - 台湾BSMI EMI 認定試験所登録
  - 11月 - 日本エステティック工業会認定試験機関として登録
- 2008年
  - 9月 - 電気通信事業法登録認定機関に登録
  - 11月 - 電波法登録証明機関（第2号及び第3号区分）に登録
- 2009年
  - 2月 - 日本エステティック機構機器認証制度の認定試験所として登録
  - 8月 - 松阪事業所にEMCセンターを開設
  - 8月 - 米国試験所認定機関A2LAにEMC業務認定・登録
- 2010年2月 - 米国カリフォルニア州 エネルギー規制の認定試験所として登録
- 2011年
  - 1月 - DNV（ノルウェー）と業務提携
  - 8月 - 米国試験所認定協会A2LAに校正業務認定・登録
  - 9月 - 東京事務所を移転（東京都立川市から東京都文京区へ）
- 2012年
  - 1月 - 松阪事業所EMCセンターに車載用EMC試験設備を増設
  - 5月 - 大阪事務所（大阪府大阪市北区）を開設、神戸事務所を移転（神戸市中央区港島南町から港島中町へ）
  - 11月 - 移動端末W-CDMA/LTE評価開始（電気通信事業法）
- 2013年2月 - 移動端末W-CDMA/LTE評価開始（電波法）
- 2014年
  - 3月 - 電磁環境試験所認定センターVLAC認定・登録
  - 7月 - 海外無線機器（2.4GHz帯）測定システム導入
  - 9月 - 海外無線機器（5GHz帯）測定システム導入
  - 10月 - JCSS登録区分追加（時間）
  - 11月 - Eマーク（Luxcontrol）認定・登録
- 2016年4月 - 複合環境試験装置（振動試験）導入
- 2017年
  - 1月 - 米国試験所認定協会A2LAにCSC認証スキーム認定・登録（ISO/IEC 17065）
  - 2月 - JNLA認定・登録
  - 3月 - 複合環境試験装置（塩水噴霧試験）導入
  - 5月 - 日本照明工業会指定試験所に登録
- 2017年11月 - 電気用品安全法 国内登録検査機関に登録
- 2019年3月 - 本社を移転（三重県度会郡度会町大野木から三重県松阪市へ）
- 2021年6月 - IECEE CBスキーム 国内認証機関登録（カテゴリー：MED, MEAS）

## 社長来歴
社長取締役：濱口　慶一
エピソード

### 略歴
1967年　石川島播磨重工業 ㈱(名古屋造船所電装事業部、船舶の基本設計・機能設計から製造を行う会社)にて、船舶関連の電装関係に従事。

1971年　㈱京セラ(製造事業、設計開発業務、電子計算機、キャッシュレジスタ、POSシステム端末の設計開発から製造までを行う会社) にて、レジスタ事業部で国内外のOEM製品を含める開発に従事。

1979年　㈱エーペックスインターナショナル（世界の製品安全認証業務の申請代行会社）取締役副社長として、世界の製品安全認証業務の申請代行業務に携わり、北米やヨーロッパを中心に医療機器、家庭用電気製品、防犯機器、ATM、事務機器、工業製品等の認証取得業務に従事。

1987年　(株)コスモス・コーポレイション設立（世界の製品安全認証業務の申請代行会社及び第三者試験・認証機関）。代表取締役社長として会社経営に携わり、米国UL、カナダCSAをはじめとする東欧・ロシア・アフリカ・アジア諸国の法規制調査、適合性評価試験・認証を行う。日本と海外との適合性評価の橋渡しために尽力、東欧・ロシア・アフリカ・アジア諸国の法規制調査と日本企業への展開活動や、アフリカの製品安全・EMCエンジニアやテクニシャンへの教育支援を表明するなど、海外への視野を広く持ち、製造業の海外展開に貢献するため製品認証活動を行っている。

2021年には世界54ヵ国の認証機関が加盟するIECEE（電気機器安全規格適合性試験制度）の日本国内の加盟認証機関（NCB）に日本の民間企業として初めて登録された。

### 資格役職・活動
- 国立大学法人　長岡技術科学大学　システム安全工学専攻　修士号取得
- iNARTE Product Safety Engineer資格　2005年取得（Lifetime Member)
- KEC iNARTE PS分科会 CRC（Certificate Review Committee）委員
- MASIP（Mie Aerospace Industry Project : みえ・航空宇宙産業推進協会）会員
- 電気製品、機械装置の安全性評価及び各国法規制外部セミナー講師
- 一般社団法人KEC関西電子工業振興センター 安全規格分科会　委員
- 一般社団法人KEC関西電子工業振興センター iNARTE PS分科会　委員
- IEEE PSES Kansai and Nagoya Joint Chapter Vice Chair
- PC 126 （バイナリー発電）国内委員会 オブザーバ
- 一般社団法人 日本建材・住宅設備産業協会 (J-CHIF) グリーン事業分科会 委員
- 一般社団法人 日本レストルーム工業会 温水洗浄便座国際規格WG オブザーバ
- IEC TC 59/SC 59L WG7 エキスパート
- ISO PC 305 エキスパート
- IEC TC 85/WG 8, JWG 26（電磁気量計測器）エキスパート
- JRCA（日本要員認証協会）規格開発 エキスパート補

## 会社の活動
- 計測機器工業会（JEMIMA）　委員
- 試験機関連絡協議会（JALA）　委員
- 日本ネットワークセキュリティ協会（JNSA）　委員
- 日本自動車研究所（JARI）　委員
- 情報処理学会　情報規格調査会　委員
- タイムビジネス協議会　幹事会員
- 一般社団法人　日本医療機器産業連合会　委員
- ARCB　委員
- 電子情報技術産業協会（JEITA）　委員
- 日本歯科医学会　委員
- 一般社団法人　日本電気計測器工業会　JEMIMA関西　委員
- 一般社団法人　日本電機工業会（JEMA）　委員
- 日本陸用内燃機関協会　委員
- 日本陸用内燃機関協会　発電機研究会　委員
- 神戸市機械金属工業会　委員
- ビジネス機械・情報システム産業協会（JBMIA）委員
- VCCI年協会　委員
- マルチメディアEMC専門委員会　委員
- 日本試験機工業会　委員
- 車載EMC計測技術開発WG　委員